# Camorra (película)
Camorra es una película franco-italiana de 1972.

## Argumento
Tonino Russo (Fabio Testi) sale de la cárcel de Nápoles después de 2 años encerrado. Al volver a su barrio, comprueba que es tan conflictivo como lo dejó: de hecho, es acosado por un pandillero local, que lo desafía a una pelea de cuchillos. Tras vencerlo y perdonarle la vida, Tonino se gana el respeto de un capo de la camorra, don Mario Capece, quien le ofrece un trabajo en su organización criminal.